# Apantesis radians
Apantesis radians là một loài bướm đêm thuộc phân họ Arctiinae, họ Erebidae.